# Copa d'Europa de futbol 1974-75
La Copa d'Europa de futbol 1974-75 fou l'edició número vint en la història de la competició. Es disputà entre l'octubre de 1974 i el maig de 1975, amb la participació inicial de trenta equips de 30 federacions diferents.
La competició fou guanyada pel Bayern Múnic a la final davant del Leeds.

## Primera ronda
| Equip 1               | Global        | Equip 2        | Anada | Tornada |
| --------------------- | ------------- | -------------- | ----- | ------- |
| Hvidovre IF           | 1-2           | Ruch Chorzów   | 0-0   | 1-2     |
| Jeunesse Esch         | 2-5           | Fenerbahçe     | 2-3   | 0-2     |
| Hajduk Split          | 9-1           | Keflavík       | 7-1   | 2-0     |
| Saint-Étienne         | 3-1           | Sporting       | 2-0   | 1-1     |
| Bayern Múnic          | Bye           | -              | -     | -       |
| Magdeburg             | Bye           | -              | -     | -       |
| Cork Celtic           | abandonament¹ | Omonia         | -     | -       |
| Viking                | 2-6           | Ararat Yerevan | 0-2   | 2-4     |
| Levski-Spartak        | 1-7           | Újpesti Dózsa  | 0-3   | 1-4     |
| Leeds                 | 5-3           | Zürich         | 4-1   | 1-2     |
| Slovan Bratislava     | 5-5²          | Anderlecht     | 4-2   | 1-3     |
| Celtic                | 1-3           | Olympiacos     | 1-1   | 0-2     |
| Feyenoord             | 11-1          | Coleraine      | 7-0   | 4-1     |
| VÖEST Linz            | 0-5           | FC Barcelona   | 0-0   | 0-5     |
| Valletta              | 2-4           | HJK            | 1-0   | 1-4     |
| Universitatea Craiova | 3-4           | Åtvidaberg     | 2-1   | 1-3     |

¹ Omonia abandonà per la situació política de Xipre.
² Anderlecht passà a la segona ronda per la regla del valor doble dels gols en camp contrari.

## Segona ronda
| Equip 1       | Global | Equip 2        | Anada | Tornada |
| ------------- | ------ | -------------- | ----- | ------- |
| Ruch Chorzów  | 4-1    | Fenerbahçe     | 2-1   | 2-0     |
| Hajduk Split  | 5-6    | Saint-Étienne  | 4-1   | 1-5     |
| Bayern Múnic  | 5-3    | Magdeburg      | 3-2   | 2-1     |
| Cork Celtic   | 1-7    | Ararat Yerevan | 1-2   | 0-5     |
| Újpesti Dózsa | 1-5    | Leeds          | 1-2   | 0-3     |
| Anderlecht    | 5-4    | Olympiacos     | 5-1   | 0-3     |
| Feyenoord     | 0-3    | FC Barcelona   | 0-0   | 0-3     |
| HJK           | 0-4    | Åtvidaberg     | 0-3   | 0-1     |

## Quarts de final
| Equip 1      | Global | Equip 2        | Anada | Tornada |
| ------------ | ------ | -------------- | ----- | ------- |
| Ruch Chorzów | 3-4    | Saint-Étienne  | 3-2   | 0-2     |
| Bayern Múnic | 2-1    | Ararat Yerevan | 2-0   | 0-1     |
| Leeds        | 4-0    | Anderlecht     | 3-0   | 1-0     |
| FC Barcelona | 5-0    | Åtvidaberg     | 2-0   | 3-0     |

## Semifinals
| Equip 1       | Global | Equip 2      | Anada | Tornada |
| ------------- | ------ | ------------ | ----- | ------- |
| Saint-Étienne | 0-2    | Bayern Múnic | 0-0   | 0-2     |
| Leeds         | 3-2    | FC Barcelona | 2-1   | 1-1     |

## Final
| FC Bayern Múnic       | 2-0 | Leeds |
| --------------------- | --- | ----- |
| Roth 71' · Müller 81' |     |       |

| Guanyador de la Copa d'Europa 1974-75 |
| ------------------------------------- |
| FC Bayern Múnic Segon títol           |